# Via Imperii

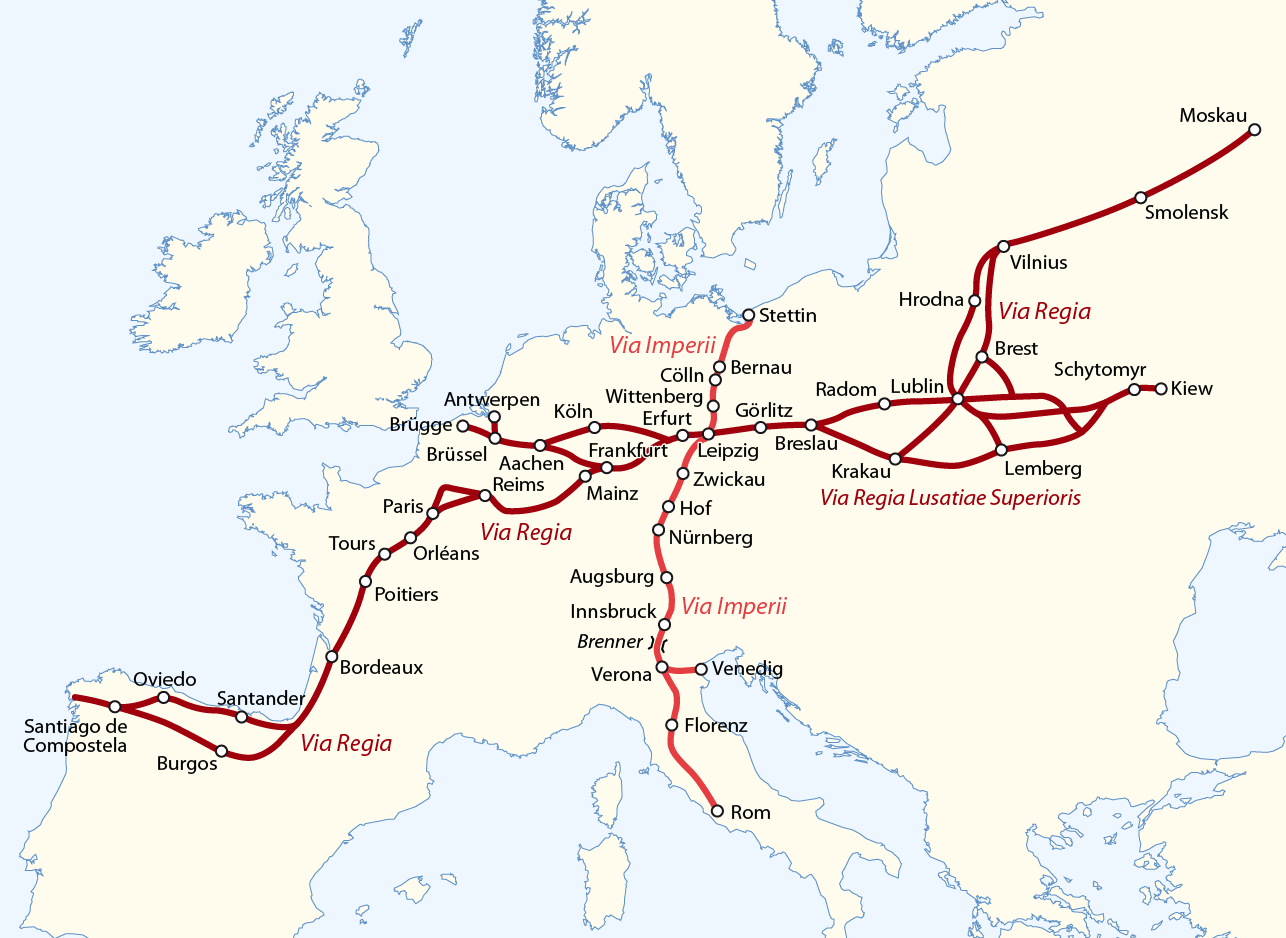
Vía Imperii y Vía Regia

La Via Imperii (camino imperial) fue una de los más importantes (en alemán: Reichsstraßen) del Sacro Imperio Romano Germánico. Discurría a lo largo de una antigua ruta comercial sur–norte desde Venecia en el Mar Adriático y Verona en el Reino de Italia a través del Paso del Brennero hacia Alemania y la costa del mar Báltico. Atravesaba las ciudades importantes:
- Innsbruck en el Condado del Tirol
- Augsburgo, que conformaba un Principado-Obispado autónomo
- La ciudad Imperial de Núremberg
- Bayreuth, Berneck, Münchberg y Hof en el Principado de Bayreuth
- Plauen, Mylau y Reichenbach en el Vogtland.
- Zwickau, Altenburg, Regis, Borna, Markkleeberg y Connewitz en el Margraviato de Meissen.
- Leipzig – donde cruzaba con la Via Regiaque discurría este-oeste.
- Wittenberg en Saxe-Wittenberg.
- Cölln/Berlín, capital de Brandenburgo.
- Bernau bei Berlín.
- Stettin en el Ducado de Pomerania.

Las ciudades en la ruta tenían el privilegio de derecho de emporio y los mercaderes estaban obligados a utilizar el camino de peaje. A cambio gozaban de la protección de la autoridad Imperial bajo la Landfrieden.
Partes de la ruta histórica se preservan en la carretera italiana Strada Statale 12, la austríaca Landesstraßen B 182 y B 177 y la alemana Bundesstraße 2.